# 指定生存者
指定生存者（していせいぞんしゃ、英: designated survivor）または指定後継者（していこうけいしゃ、英: designated successor）とは、アメリカ合衆国の緊急事態対策計画の一つ。

## 概要
通常、三権の長と軍の首脳が一堂に会するのは好ましくないとされる。しかし一般教書演説などの大統領による議会両院合同会議演説や大統領就任式など、他のトップリーダー（副大統領や閣僚など）が1か所に集まる場合がある。そうなると会場に対する核攻撃・事故・テロなどで出席者の多くが死亡あるいは職務執行不能になった場合、大統領や議会の職権を継承できる人物がいなくなり、政府の活動が不可能になる可能性がある。
そこで、万一の際に立法府を維持するための両院の議員各党1人ずつと、行政府を維持するための閣僚1人以上が欠席し、会場から離れた非公開の安全な場所に待機することになっている。
このうち指定生存者の閣僚が継承するのは大統領の職権であり、大統領の地位そのものではないが、大統領継承法で職権継承者とされるのは大統領就任資格者（35歳以上、出生時からの米国民で国内に14年間以上居住している者）のみであるため、その資格者から指定生存者が選ばれる。被指名者は、イベント期間中、大統領と同等の安全保障と輸送手段を提供される。また大統領同様、補佐官は核のフットボールを持っている。　
なお、2001年の9・11テロを受けての大統領議会演説の際には、閣僚に加えて副大統領が指定生存者となり、合同会議の共同議長には上院議長たる副大統領の代わりに上院仮議長がついている。